# Monocelis viridorostris
Monocelis viridorostris är en plattmaskart som beskrevs av Sabussow 1900. Monocelis viridorostris ingår i släktet Monocelis och familjen Monocelididae. Inga underarter finns listade i Catalogue of Life.